# Chiesa di Santa Maria Assunta (Mezzago)
La chiesa di Santa Maria Assunta è la parrocchiale di Mezzago, in provincia di Monza e Brianza e arcidiocesi di Milano; fa parte del decanato di Vimercate.

## Storia
L'originario luogo di culto di Mezzago, in stile romanico, sorse presumibilmente nell'XI secolo, forse ad opera di monache.
Nel Liber Notitiae Sanctorum Mediolani la cappella di Mezzago è elencata tra quelle dipendenti dalla pieve di Santo Stefano di Vimercate; questa situazione è confermata nella Notitia cleri del 1380.
La parrocchia venne eretta nel XVI secolo; in quel periodo fu pure costruito il campanile e nel 1566 l'arcivescovo Carlo Borromeo visitò la chiesa.
A partire dal 1634 il luogo di culto venne interessato da un ampio intervento di ampliamento e di rifacimento, con la realizzazione anche delle navate laterali, del coro e del soffitto.
Nel 1756 l'arcivescovo Giuseppe Pozzobonelli, durante la sua visita pastorale, trovò che la parrocchiale di Santa Maria Assunta aveva come filiali i due oratori di San Vittore martire e di San Gerolamo e che il numero dei fedeli era pari di 414.
La chiesa venne nuovamente rimaneggiata nel XIX secolo su progetto degli architetti Giacomo Moraglia ed Enrico Terzaghi.
Dalla relazione della visita pastorale del 1900 dell'arcivescovo Andrea Carlo Ferrari si legge che nella parrocchiale, da cui dipendeva l'oratorio di San Gerolamo, aveva sede confraternita del Santissimo Sacramento e che i fedeli erano 1551.
La chiesa fu adeguata alle norme postconciliari nel 1974, allorché si provvide ad aggiungere l'altare rivolto verso l'assemblea e a rimuovere le balaustre che delimitavano il presbiterio. Tra il 2023 e il 2024 la chiesa fu oggetto di restauro.

## Descrizione

### Esterno
La facciata a salienti della chiesa, rivolta a occidente e scandita da lesene, si compone di tre corpi: quello centrale presenta il portale maggiore, protetto da un breve protiro, un fregio con metope e triglifi ed è coronato dal timpano triangolare, mentre le due ali laterali sono caratterizzate dagli ingressi secondari.
Annesso alla parrocchiale è il campanile a base quadrata, la cui cella presenta su ogni lato una monofora a tutto sesto ed è coperta dal tetto a quattro falde.

### Interno
L'interno dell'edificio si compone di tre navate, separate da pilastri abbelliti da lesene e sorreggenti archi a tutto sesto, sopra i quali corre la trabeazione modanata e aggettante su cui si imposta le volte a crociera; al termine dell'aula si sviluppa il presbiterio, rialzato di alcuni gradini, ospitante l'altare maggiore e chiuso dall'abside.